# Данилова Слобода
Данилова Слобода — деревня в Старицком районе Тверской области. Входит в состав сельского поселения «станция Старица».

## География
Находится в южной части Тверской области на расстоянии приблизительно 18 км на юг по прямой от районного центра города Старица, на левом берегу Волги.

## История
Деревня была отмечена ещё на карте 1825 года. В 1859 году здесь (деревня Зубцовского уезда) было учтено 28 дворов, в 1941 — 63. До 2012 года входила в состав Корениченского сельского поселения.

## Население
Численность населения: 206 человек (1859 год), 8 (русские 100 %) в 2002 году, 7 в 2010.